# Maciej Pisuk
Maciej Pisuk (ur. 1965 w Bielsku-Białej) – polski pisarz, scenarzysta oraz fotograf.
Mieszka w Warszawie. Jest absolwentem Studium Scenariuszowego w PWSFTviT w Łodzi oraz autorem sztuki telewizyjnej Gwiazdy i los człowieka i scenariusza o Jacku Kuroniu.
Swoje teksty publikował m.in. w „brulionie” i antologii – Macie swoich poetów.

## Filmografia
- Marzenia do spełnienia (2001-2002, telenowela, scenariusz: Maciej Pisuk, odcinki 1-30)
- Paktofonika. Hip-Hopowa podróż do przeszłości (jako on sam, 2009, reportaż, scenariusz i reżyseria: Marta Dzido, Piotr Śliwowski)[a]
- Jesteś Bogiem (2012, film fabularny, scenariusz: Maciej Pisuk)
- Zielona granica (2023, film fabularny, scenariusz: Agnieszka Holland, Gabriela Łazarkiewicz-Sieczko i Maciej Pisuk)

## Publikacje
- Paktofonika. Przewodnik Krytyki Politycznej, Warszawa 2008, Krytyka Polityczna, ISBN 978-83-61006-57-2
- Jesteś Bogiem. Historia Paktofoniki, Warszawa 2012, Krytyka Polityczna, ISBN 978-83-62467-78-5

## Nagrody i wyróżnienia
- 2010 – Nagroda Specjalna Marszałka Województwa Mazowieckiego w Polskiej Edycji Konkursu Scenariuszowego Hartey-Merrill za scenariusz do Jesteś Bogiem[4]
- 2023 – Nominacja do Europejskiej Nagrody Filmowej w kategorii najlepszy europejski scenarzysta (z Gabrielą Łazarkiewicz-Sieczko i Agnieszką Holland) za film Zielona granica[5][6]